# Palladius-Transkription
Die Palladius-Transkription ist ein Transkriptionssystem in kyrillischer Schrift für die chinesische Sprache. 
Es wurde von dem Archimandriten und Sinologen Palladius (Pjotr Iwanowitsch Kafarow) gestützt auf Vorarbeiten von N. J. Bitschurin (Hyazinth) und Wassili Pawlowitsch Wassiljew geschaffen und mit seinem Китайско-русский словарь (Chinesisch-russisches Wörterbuch, vollendet von Pawel Popow) popularisiert, das 1888 erschien. Die Palladius-Transkription ist bis heute die gängige russische Umschrift des Chinesischen.
Ireneus László Legeza bezeichnet das System nach Wassili Pawlowitsch Wassiljew als „Vasil’ev-System“ (1969:10).

## Laut-Buchstaben-Zuordnung, kyrillisch
Verglichen mit Hanyu Pinyin gibt es folgende Laut-Buchstaben-Zuordnungen:

### Anlaute
|          |                 | Bilabial    | Bilabial   | Labiodental | Alveolar     | Alveolar     | Retroflex     | Retroflex  | Alveolopalatal | Velar       |
| Stimmlos | Stimmhaft       | Stimmlos    | Stimmlos   | Stimmhaft   | Stimmlos     | Stimmhaft    | Stimmlos      | Stimmlos   |                |             |
| -------- | --------------- | ----------- | ---------- | ----------- | ------------ | ------------ | ------------- | ---------- | -------------- | ----------- |
| Nasal    | Nasal           |             | м [m] ㄇ m |             |              | н [n] ㄋ n   |               |            |                |             |
| Plosiv   | Nicht aspiriert | б [p] ㄅ b  |            |             | д [t] ㄉ d   |              |               |            |                | г [k] ㄍ g  |
| Plosiv   | Aspiriert       | п [pʰ] ㄆ p |            |             | т [tʰ] ㄊ t  |              |               |            |                | к [kʰ] ㄎ k |
| Affrikat | Nicht aspiriert |             |            |             | цз [ts] ㄗ z |              | чж [ʈʂ] ㄓ zh |            | цз [tɕ] ㄐ j   |             |
| Affrikat | Aspiriert       |             |            |             | ц [tsʰ] ㄘ c |              | ч [ʈʂʰ] ㄔ ch |            | ц [tɕʰ] ㄑ q   |             |
| Frikativ | Frikativ        |             |            | ф [f] ㄈ f  | с [s] ㄙ s   |              | ш [ʂ] ㄕ sh   | ж [ʐ] ㄖ r | с [ɕ] ㄒ x     | х [x] ㄏ h  |
| Lateral  | Lateral         |             |            |             |              | л [l] l ㄌ l |               |            |                |             |

- b, p, m, f, d, t, n, l, g, k, h → б, п, м, ф, д, т, н, л, г, к, х
- j, q, x → цз, ц, с
- z, c, s → цз, ц, с
- zh, ch, sh, r → чж, ч, ш, ж

цз, ц, с sind doppelt belegt; aber es besteht keine Verwechslungsgefahr, da auf j, q, x nur die Vokalbuchstaben я, е, и, ю und auf z, c, s nur die Vokalbuchstaben а, э, ы, о, у folgen können.

### Auslaute
- Hauptvokal a, e, o → а, э, о
  - -ia/ya, -ie/ye, yo → я, е, ё
- Vokal ü/yu → ю (z. B. nüe → нюэ, yuan → юань)
  - als Endlaut und einzeln: -ü/yu → юй (z. B. nü → нюй, yu → юй)
  - im Pinyin werden nach j, q, x die Punkte auf dem ü weggelassen. Auch in diesen Fällen steht ю(й).
- Hauptvokal u/wu → у (z. B. zhu → чжу, wu → у)
  - -ong → ун
  - -iong/yong → юн
- Gleitlaut w/u: 
  - am Silbenanfang: w → в (z. B. wang → ван, wo → во)
  - nach Konsonant: -u → у (z. B. huan → хуань)
  - -uo → о (z. B. huo → хо)
- Endlaut -u/-o:  -ao/ao, -iao/yao, -ou/ou, -iu/you → ао, яо, оу, ю
- Hauptvokal i/yi → и  (z. B. ying → ин)
- Gleitlaut -i/y (s. o.): -ia/ya, -ie/ye, yo, -iu/you → я, е, ё, ю
  - -iong/yong → юн
- Endlaut -i → й (z. B. dui → дуй, kuai → куай) 
  - Sonderfall: hui → хуэй (eingeschobenes э, da хуй im Russischen und in einigen anderen slawischen Sprachen ein obszönes Wort für Penis ist)
- -i in ri, shi, chi, zhi → и
- -i in zi, ci, si → ы
- Endlaut -n, -ng → нь, н
- er → эр

### Kennzeichnung der Silbenfuge
Bei mehrsilbigen Wörtern wird in einigen Fällen die Silbenfuge speziell gekennzeichnet:   
- Der Endlaut ng wird als нъ geschrieben, wenn die folgende Silbe mit einem Vokal beginnt (Chang’an → Чанъань, Hengyang → Хэнъян).
- Wenn zwei Silben als eine gelesen werden könnten, werden sie mit einem Apostroph getrennt. Dies kann sein, wenn eine Silbe auf у endet und die folgende mit а beginnt oder wenn eine Silbe auf ю endet und die folgende mit а oder э beginnt (ту’ань = tu’an; туань = tuan; цзю’ань = jiu’an, цзюань = juan; ню’э = niu’e, нюэ = nüe).

## Ukrainische Variante
Es existiert eine an die ukrainische Schrift angepasste Variante, die sich wie folgt unterscheidet:
- е → є
- э → е
- г → ґ
- и → і
  - in жи, чжи, чи, ши (ri, zhi, chi, shi) bleibt es beim и
  - am Silbenanfang steht anstatt і ein ї (yi, yin, ying → ї, їнь, їн).
- ы → и

## Belarussische Variante
Die belarussische Variante stimmt mit Ausnahme zweier Besonderheiten mit der russischen überein:
- и → і
  - in ri, zhi, chi, shi steht ы (жы, чжы, чы, шы).